# Oreochloa blanka
Oreochloa blanka är en gräsart som beskrevs av Miloš Deyl. Oreochloa blanka ingår i släktet Oreochloa och familjen gräs. Inga underarter finns listade i Catalogue of Life.